# 스페인 보물 함대

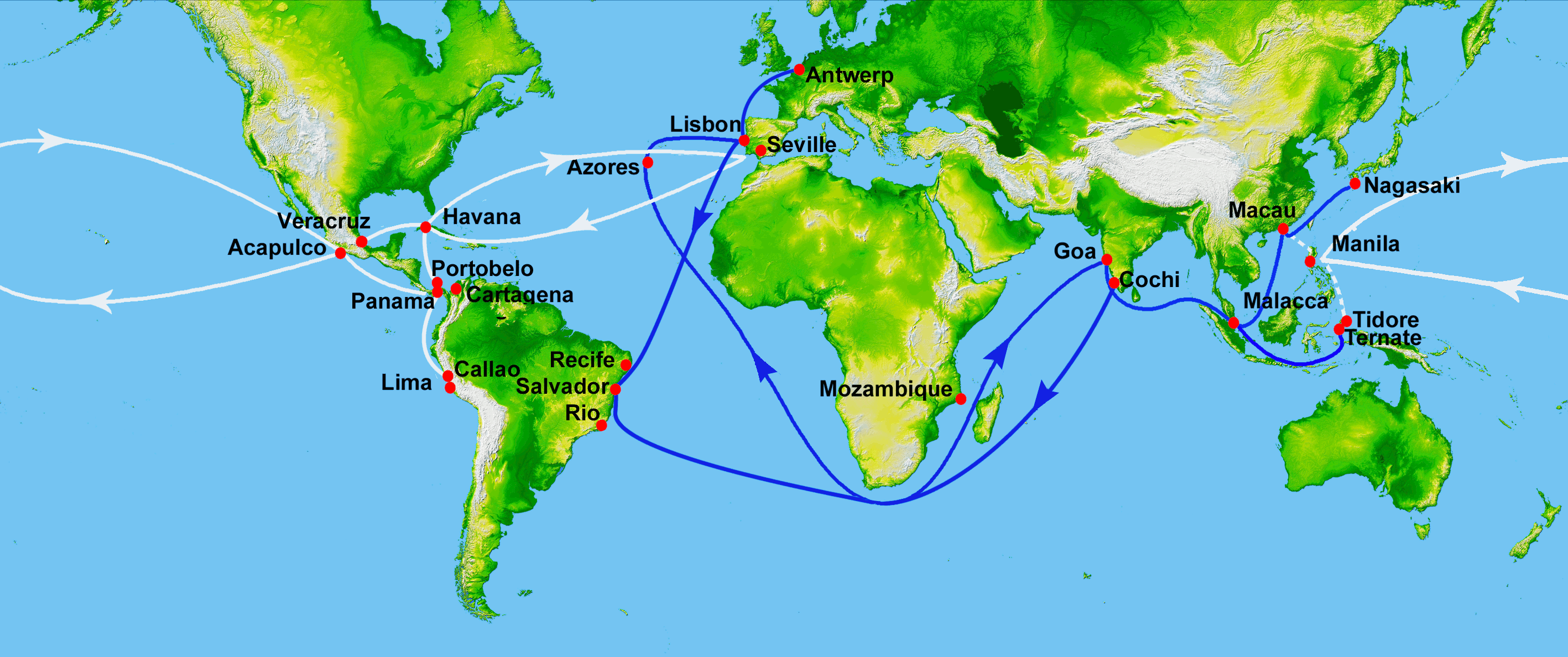
스페인 갤리온선 항로(흰색): 1492년에 시작된 서인도 제도 또는 대서양 항로, 1565년에 시작된 마닐라 갈레온선 또는 태평양 항로(파란색: 1498년부터 1640년까지 운항된 포르투갈 항로).

스페인 보물 함대(Spanish treasure fleet), 에스파냐 보물 함대 또는 서인도 함대(스페인어: Flota de Indias)는 1566년부터 1790년까지 스페인 제국이 조직한 해상 수송로 체계였으며, 스페인과 대서양을 건너 아메리카 대륙의 영토를 연결했다. 이 수송선단은 농산물, 목재, 은과 금과 같은 다양한 금속 자원, 보석, 진주, 향신료, 설탕, 담배, 비단, 그리고 스페인 제국의 해외 영토에서 스페인 본토로 다양한 품목을 수송하는 데 사용된 다목적 화물 함대였다. 석유, 와인, 직물, 서적, 도구와 같은 스페인 상품은 반대 방향으로 수송되었다.
서인도 함대는 역사상 최초의 영구 대서양 횡단 무역로였다. 마찬가지로, 이와 관련된 마닐라 갤리온선 무역은 태평양을 횡단하는 최초의 영구 무역로였다. 스페인령 서인도 및 동인도 함대는 역사상 가장 성공적인 해군 작전 중 하나로 간주되며, 상업적 관점에서 볼 때 오늘날 세계 경제의 핵심 구성 요소를 가능하게 했다.

## 같이 보기
- 마닐라 갈레온

## 문헌
- Andrews, Kenneth R. The Spanish Caribbean: Trade and Plunder, 1530–1630. 1978.
- Fish, Shirley. The Manila-Acapulco Galleons: The Treasure Ships of the Pacific, with an Annotated List of the Transpacific Galleons 1565–1815. Central Milton Keynes, England: Authorhouse 2011.
- Fisher, John R. "Fleet System (Flota)" in Encyclopedia of Latin American History and Culture, vol. 2, p. 575. New York: Charles Scribner's Sons 1996.
- Haring, Clarence. Trade and Navigation between Spain and the Indies in the Time of the Habsburgs (1918)
- Haring, Clarence. The Spanish Empire in America New York: Oxford University Press 1947
- Murray, Paul. The Spanish Mariners: From the Discovery of America to Trafalgar. 1492–1805. Observations and Reflections. Mexico, 1976
- Schurz, William Lytle. The Manila Galleon. New York: E. P. Dutton & Co., Inc., 1939.
- Walton, Timothy R.: The Spanish Treasure Fleets. Pineapple Press Inc, 2002. ISBN 1-56164-261-4
- Wyatt, Jack J.: Lions in the Water. Unrest Adventures, 2020. ISBN 979-8607182045
- Zarin, Cynthia. "Green Dreams", The New Yorker, November 21, 2005, pp. 76–83 www.newyorker.com